# Mater dolorosa (Rudolstadt)

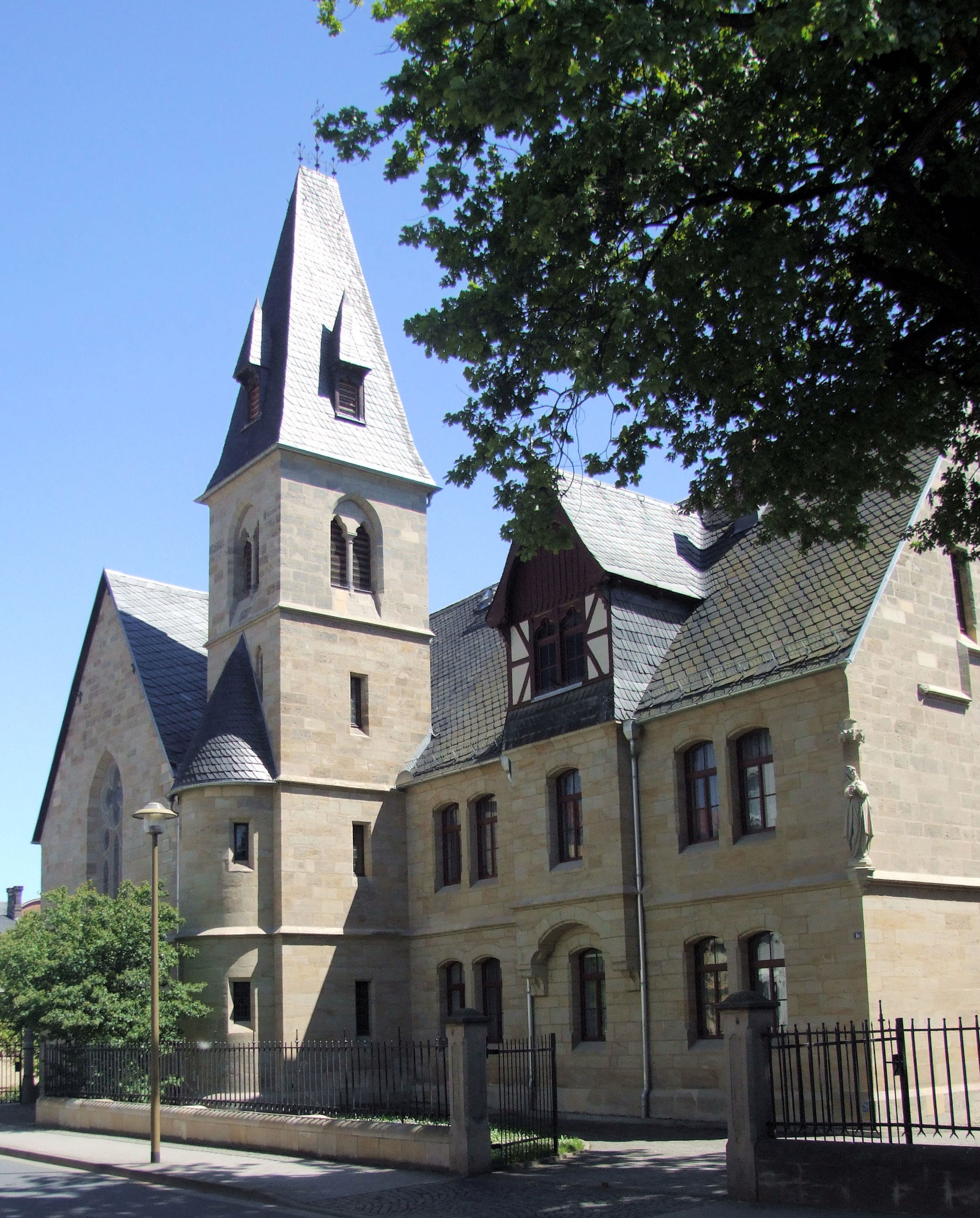
Die katholische Filialkirche Mater dolorosa in Rudolstadt

Die römisch-katholische Filialkirche Mater dolorosa steht in Rudolstadt im thüringischen Landkreis Saalfeld-Rudolstadt. Sie ist Filialkirche der Pfarrei Corpus Christi Saalfeld/Saale im Dekanat Weimar des Bistums Erfurt. Sie trägt das Patrozinium Mater dolorosa.

## Geschichte
Der Bau der Kirche und dass wieder ein katholischer Pfarrer seit der Reformation nach Rudolstadt kam, wurde durch den Minister Herrmann von Bertrab initiiert. Der neogotische Entwurf der Kirche stammt von dem Paderborner Dombaumeister Arnold Güldenpfennig. Die Grundsteinlegung für die Kirche war 1872. Am 13. Oktober 1874 wurde sie benediziert und 1882 durch Bischof Georg von Kopp geweiht. Ursache für die späte Weihe war der Kulturkampf, in dessen Rahmen der zuständige Bischof Konrad Martin aus Paderborn in Festungshaft saß.
Durch die in Folge des Zweiten Weltkrieges Angestiegene Mitgliederzahl der Gemeinde wurde eine Erweiterung der Kirche nötig. 1972 wurde das Kirchenschiff durch einen Anbau vergrößert, eine neue Flachdecke eingezogen, der Altarraum neu gestaltet und die Eingänge verlegt. Die neuen Fenster wurden von Christoph Grüger (Schönebeck) entworfen. Die Weihe der umgebauten Kirche war am 13. Oktober 1974 durch Bischof Hugo Aufderbeck.
Am 1. Juli 2012 wurde in Folge der Strukturreform im Bistum Erfurt die Pfarrei neu gegründet. Neben den Filialgemeinden St. Mariä Himmelfahrt Bad Blankenburg und St. Josef der Arbeiter Schwarza gehörte seitdem auch die Friedenskirche in Königsee zur Pfarrei, bis am 1. Januar 2021 die Pfarrei Rudolstadt inkl. ihrer Filialgemeinden in die Pfarrei Corpus Christi Saalfeld eingegliedert wurde.

## Orgel
Die Orgel mit zwölf Registern, verteilt auf zwei Manuale und Pedal, wurde 1978 von Orgelbau Schönefeld erbaut. Die Disposition lautet wie folgt:
| I Hauptwerk C–g3 |       |
| Rohrflöte        | 8′    |
| Prinzipal        | 4′    |
| Waldflöte        | 2′    |
| Mixtur III-IV    | 1 ⁄3′ |

| II Brustwerk C–g3 |        |
| Holzgedackt       | 8′     |
| Gedacktflöte      | 4′     |
| Prinzipal         | 2′     |
| Terz              | 1 3⁄5′ |
| Quinte            | 1 ⁄3′  |
| Tremulant         |        |

| Pedal C–f1 |     |
| Subass     | 16′ |
| Octavbaß   | 8′  |
| Posaune    | 8′  |

- Koppeln: II/I, I/P, II/P

Anmerkungen
1. ↑  Schwellbar

## Glocken
Im Kirchturm hängt ein dreistimmiges Glockengeläut aus Bronze.
| Glocke | Name           | Gussjahr | Gießer                             | Gewicht | Nominal |
| ------ | -------------- | -------- | ---------------------------------- | ------- | ------- |
| 1      | St. Bonifatius | 1926     | Gebrüder Ullrich, Apolda           | 490 kg  | a'      |
| 2      | Mater dolorosa | 2002     | Albert Bachert, Bad Friedrichshall | 784 kg  | fis'    |
| 3      | St. Elisabeth  | 2002     | Albert Bachert, Bad Friedrichshall | 425 kg  | h'      |